# Falcão (Marvel Comics)
Falcão (Samuel Thomas "Sam" Wilson) é um personagem fictício das histórias em quadrinhos publicadas pela Marvel Comics. Criado por Stan Lee e Gene Colan. Sua primeira aparição foi em Captain America #117 (Setembro de 1969). Apesar de estar sempre disposto a trabalhar em dupla com Capitão América, Falcão também participou do supergrupo de heróis chamado Vingadores.
É interpretado no Universo Cinematográfico Marvel por Anthony Mackie em Captain America: The Winter Soldier (2014), Avengers: Age of Ultron (2015), Ant-Man (2015), Captain America: Civil War (2016), Avengers: Infinity War (2018), Avengers: Endgame (2019), The Falcon and the Winter Soldier (2021) e Captain America: New World Order (2024).
Falcão foi um dos primeiros super-heróis afro-americanos da Marvel. O sobrinho falecido de Falcão era Jim Wilson, amigo de Bruce Banner, um dos primeiros personagens abertamente HIV positivo dos quadrinhos.

## Biografia ficcional do personagem

### Origem
Sam Wilson nasceu em um bairro barra pesada, onde seu pai, um pastor, foi morto por tentar impedir uma briga. Sam fez de tudo para continuar a ter decisôes sem ter que se envolver em maldades, mas sua tristeza e raiva o levaram a se tornar um criminoso, chamado "Snap", quando trabalhava para máfia no Harlem, Nova York, que depois agiria em Los Angeles. De volta de uma viagem ao Rio de Janeiro, onde dizia ter encontrado seu mascote falcão Asa Vermelha, foi dominado pelo Caveira Vermelha, que o usou em um de seus esquemas para enganar o Capitão América, o que acabou lhe dando poderes telepáticos com aves, através do cubo cósmico. Muitos anos depois Sam se rebelaria contra o vilão e juntaria forças com o Capitão para derrotá-lo.
Reconhecendo o potencial de Wilson, o Capitão acolheu-o como aprendiz e parceiro.

### Falcão
Agora usando o codinome Falcão, Wilson recebe mais tarde a ajuda de Pantera Negra que cria asas mecânicas especiais que lhe permite voar. Falcão deixou de ser parceiro do Capitão América quando foi nomeado o líder dos super-agentes da S.H.I.E.L.D.
Mais tarde, como um dos poucos super-heróis negros ativos, foi recrutado para juntar-se aos Vingadores por Henry Peter Gyrich. Ressentido por ser usado como um símbolo, parou na primeira oportunidade.
Em uma situação, um Sentinela perseguiu-o, acreditando-o ser um mutante, mas depois se presumiu que o Sentinela estava em mal funcionamento. Nos anos 70, todavia, o próprio Professor X acreditava que Falcão podia ser um mutante, dada a capacidade do herói de se comunicar com seu falcão mascote Asa Vermelha. Depois se explicou que esse poder havia-lhe sido conferido pelo Caveira Vermelha.

### Vingadores: A Queda
Nas histórias dos anos 2000, a insana Feiticeira Escarlate destabiliza a mente de Falcão, revertendo-o a sua personalidade "Snap". Quando voltou a trabalhar com o Capitão América, o relacionamento mostrou-se desgastado e ambos acabaram brigando. Na tentativa de um antagonista disparar em Falcão, quem foi ferido foi o Capitão. Depois de se recuperar, o Capitão foi procurar pelo agora ausente Falcão. Após ser mencionado que o Falcão tinha sido assassinado, Capitão América encontra o traje do parceiro abandonado em um campo. Com nada que explicasse seu desaparecimento, foi visto a caminho de Genosha. E reaparece na super-saga Guerra Civil.

### Guerra Civil
Durante a Guerra Civil, o Falcão ajudou o Capitão América a rastrear o Soldado Invernal. Ele foi o primeiro a se juntar com o Capitão América contra a Lei de Registro de Super-Humanos e teve um papel de liderança nos Vingadores Secretos. Após o assassinato do Capitão América pelos esquemas do Caveira Vermelha, o Falcão se registrou no governo e foi feito responsável pelo Harlem, apesar de ele ter permanecido em contato com Novos Vingadores.
Posteriormente, a S.H.I.E.L.D. recrutou o Falcão e a agente Sharon Carter para investigar o assassinato do Capitão, localizando o Soldado Invernal e rastreando o Caveira Vermelha.

### Unindo-se aos Vingadores
Ele mais tarde se uniu novamente aos Vingadores na iniciativa de Tony Stark para expandir a equipe e se tornarem maior.

### Prego de Ferro
Quando o Capitão América retornou da Dimensão Z, ele conheceu a filha de Zola, Jet Zola. Então, ele e Steve foram enviado a Nrosvekistan para prevenir Bazuca de causar uma Terceira Guerra Mundial. Chegando lá, Sam resgatou Samantha Chan, uma repórter do Clarim Diário, cujas fotos foram manipuladas por Ran Shen para fazer as pessoas pensarem que o Capitão América era um cúmplice do Bazuca. Falcão acabou sendo vitima da explosão do Aeroporta-Aviões da S.H.I.E.L.D. causada por Bazuca. Maria Hill pensou que Sam estava morto, mas Jet, graças aos seus super-sensos, viu Wilson, dizendo ao Capitão que ele estava ferido mas não morto. Então Sam ajudou o Capitão e os agentes da S.H.I.E.L.D. a lutar contra a super arma Gungnir, liberada por Ray Shen e o Doutor Bolha Mental. Durante a luta final entre o Capitão e o Prego de Ferro, Steve acabou ficando sem o seu Soro do Super-Soldado, rapidamente envelhecendo em um homem velho.

### O Homem do Amanhã
Após a batalha com Gungnir, Sam acordou de manhã e estava chocado com a visão de Jet em sua cama. Lembrando-se dos eventos de antes, Wilson e a filha de Zola ficaram bêbados com vinho e então tiveram alguma diversão juntos. Jet também acordou, dizendo que o que aconteceu na noite passado foi a sua "primeira vez", dizendo que ela gostaria de fazer isso novamente. Ela então diz ao Falcão que está começando a gostar dele.
Enquanto se abraçavam, Jet viu a torre de seu pai no meio de Nova York. Sam e Jet foram até lá, comunicando aos Vingadores que Zola estava atacando a cidade com os seus Mutantes, com Jet acreditando ser uma distração. Ainda assim a filha de Zola sugeriu ao Steve e aos Vingadores lutar contra o exército de Zole, enquanto ela e o Falcão iriam neutralizar Arnim. Enquanto eles estava na torre, Falcão e Jet descobriram que Sharon Carter estava aprisionada, libertando-a e então indo atrás do próprio Zola. Chegando lá, Falcão e Jet começaram a lutar contra ele, na torre e nas ruas de Nova York. Quando Ian Zola, que acreditava-se estar morto, descobriu que o plano secreto de Zola era uma bomba poderosa o suficiente para explodir a cidade inteira, e nem mesmo o Homem de Ferro ou o Thor poderiam resolver o problema por causa dos Desvingadores, Falcão pegou a bomba e a levou para fora da cidade, no céu.
A bomba explodiu, como todos acreditando que Sam havia morrido, incluindo Jet Zola, que estava chorando. Mas depois de tudo, Sam ainda estava vivo, graças as asas de Vibranium que absorveram a maioria do poder da bomba. Jet alegremente abraçou ele, mas então Sharon Carter acusou ela de ser uma cúmplice de seu pai, planejando com ele neutralizar o Capitão e roubar o DNA dos Vingadores para criar os Desvingadores. Jet, magoada com o que a Agente 13 disse, retornou ao seu pai. Enquanto isso, Steve Rogers desistiu de ser o Capitão América, já que o Soro não estava mais em seu corpo, e com praticamente todos os Vingadores vendo, Rogers passou o seu legado para Sam, o qual se tornou o Novíssimo Capitão América. Ian decidiu a se juntar ao Sam como um companheiro em suas missões, sob o nome de Nômade.

### Novo Capitão América
A primeira missão de Sam como o novo Capitão América o colocou na mira da Hidra, e Sam acabou sendo confrontado por vários dos inimigos mais letais do Capitão como resultado de uma armadilha. Misty Knight o salvou, e revelou que a Hidra se infiltrou em inúmeras equipes da comunidade de super-heróis. A organização terrorista também havia planejado espalhar o sangue venenoso de uma criança Inumana chamada Lucas por todo o planeta.
Com a ajuda de Misty Knight e Armadílio, um agente da Hidra que trocou de lado, o Capitão foi capaz de localizar e neutralizar diversas bombas que continham as pulgas com o sangue do garoto que haviam sido espalhadas por todo o mundo. Com seu plano frustrado, o Barão Zemo lançou um plano de contingência, a auto-detonação do Baron sangue (o qual bebeu grandes quantidades do sangue de Lucas) na atmosfera, resultando na propagação do sangue. O Capitão conseguiu desarmar o Barão Sangue e o deixou flutuando no espaço para ser recuperado pela S.H.I.E.L.D.
Sam cortou seus laços com a S.H.I.E.L.D. após uma série de eventos desencadeados pelo hacker conhecido como Sussurrador, o qual havia vazado os planos da S.H.I.E.L.D. para criar um Cubo Cósmico, um projeto que Sam se opôs publicamente. Quando a S.H.I.E.L.D. tentou capturar o Sussurrador, Sam o ajudou, acreditando que as ações do hacker eram justas e que a S.H.I.E.L.D. revidou de forma desproporcional. Com a ajuda do Sussurrador, Sam passou meses derrubando diferentes células da Hidra, e fez um acordo para adquirir imunidade diplomática.
A separação de Wilson de seus superiores deu outro passo quando ele decidiu parar de trabalhar para o governo, acreditando que os Estados Unidos precisavam de um Capitão América que era socialmente mais ativo do que antes. A separação do Capitão América do governo não foi sem críticas, com certos Americanos acreditando que ele se tornou o "Capitão Socialismo", enquanto outros mostraram plenamente o seu apoio.

## Falcão comunitário
O forte desejo de ver as pessoas ajudando umas as outras, faz de Falcão se ver mais como um ajudante que um ícone. Armado de forte senso de comunidade, mantém-se sempre perto de seu bairro, o Harlem. Lá, ele pode viver tanto como herói, como ser um modelo de conduta. O Falcão devota todo seu tempo como um homem comum quanto um herói em atos de assistencialismo, concentrando sempre seus esforços em deixar uma marca no mundo.

## Poderes e habilidades
O único superpoder de Falcão é sua conexão telepática com seu pássaro Asa Vermelha, poder esse concedido pelo Caveira Vermelha. Recentemente, Falcão pôde estender sua conexão telepática a outros pássaros.
Nos anos 70 ele começou a voar usando uma armadura especialmente construída e equipada com asas, feita pelo Pantera Negra. Essa armadura foi destruída mas seu amigo lhe forneceu outra, com asas mais modernas, que podem ser configuradas em diversas formas diferentes.
É também um excelente instrutor de pássaros e pequenos roedores. Foi treinado na ginástica e no combate corpo-a-corpo pelo Capitão América.
Falcão também é dotado de um grande intelecto, tanto na área tecnológica como química, sendo que Tony Stark já disse mais de uma vez que ele era um hacker brilhante. Ele também já conseguiu criar um soro para acabar com o Ultron, que havia evoluído e tinha começado a controlar pessoas, enquanto ele mesmo estava sendo controlado por Ultron.

## Em outras mídias

### Desenhos Animados
- Falcão é um dos personagens principais de The Avengers: United They Stand, dublado por Martin Roach.
- É um personagem recorrente na série animada exibida pelo Disney XD, The Super Hero Squad Show onde é dublado por Allimi Ballard.
- Aparece em 3 episódios da série animada The Avengers: Earth's Mightiest Heroes, onde é dublado por Lance Reddick.
- É um dos Vingadores principais da série Vingadores Unidos, é dublado por Bumper Robinson.
- Sam tem uma participação no episódio 28, Marvel Disk Wars: Avengers, anime dos vingadores.

### Filmes

#### Universo Cinematográfico Marvel
Falcão é interpretado pelo ator americano Anthony Mackie no Universo Cinematográfico da Marvel.
- No filme Capitão América 2: O Soldado Invernal, ele é um ex-militar da força aérea que decide voltar a ativa com um equipamento de voo experimental para ajudar Steve Rogers a enfrentar a Hidra, depois de concluírem a missão, decidem ir atrás do Soldado Invernal.
- Em Vingadores: Era de Ultron, ele tem uma pequena participação, onde diz está procurando "pistas" do Soldado Invernal, e aparece na última cena como um dos novos Vingadores.
- Em Homem-Formiga ele confronta Scott Lang na nova base dos Vingadores, reaparece na cena final com sua fala sendo dublada por Michael Peña, dizendo está procurando por "um cara que encolhe", e nas cenas pós-créditos, tirada de Capitão América: Guerra Civil, onde o Falcão sugere ao Capitão pedir a ajuda do Homem-Formiga.
- Em Capitão América: Guerra Civil ele está do lado do Capitão América, e acaba sendo preso, mas libertado pelo próprio Cap. Rogers. O filme também reinterpreta Asa Vermelha como um drone que sai do equipamento de vôo do Falcão.
- Em Vingadores: Guerra Infinita, é um dos heróis que luta contra Thanos na batalha de Wakanda.
- Em Vingadores: Ultimato, o idoso Steve Rogers passa o escudo do Capitão América para Wilson.
- Na série do Disney+, Falcão e o Soldado Invernal, Sam está relutante em assumir o escudo, que acaba dado pelo governo para John Walker como um novo Capitão América. Após Walker executar um adversário desarmado e rendido, Sam eventualmente luta com ele, recupera o escudo e com um novo traje assume o manto de Capitão América.
- Em Capitão América: Admirável Mundo Novo, Sam já completou dois anos como Capitão América, e um de seus amigos na Força Aérea, Joaquin Torres, se tornou o novo Falcão.